# Château d'Hackhausen
Le château d'Hackhausen (Schloß Hackhausen) est un château allemand situé à Solingen en Rhénanie-du-Nord-Westphalie.

## Historique
Un premier château fort est mentionné au XIIIe siècle sur ses lieux, appartenant au chevalier Theodoricus de Hachusen, dont le nom se transforme en Hackhausen au XIVe siècle. Il entre en possession des ducs de Berg au XVe siècle qui le reconstruisent puis aux barons de Bottlenberg-Kessel à partir de 1485 qui en demeurent propriétaires jusqu'en 1804. C'est le château seigneurial de terres étendues et de villages des alentours. Il est reconstruit selon un plan carré en 1772, avec des éléments rococo sur deux niveaux. On y accède par un pont de pierre.
Il entre par mariage en 1804 dans la famille luthérienne des barons von dem Bussche-Ippenburg, qui ajoutent Kessel à leur nom et deviennent comtes en 1840. Cette famille joue un rôle notable dans l'industrialisation de la région. Le château brûle en 1887, ainsi qu'une partie des communs. Les restes sont vendus en 1893 à August von Recklinghausen, originaire de Solingen et à son beau-frère Richard Berg, négociant fortuné. Ce dernier le fait reconstruire en 1896-1897 en style historiciste pseudo-médiéval et il est dénommé Villa Berg. August von Recklinghausen décide pourtant de redonner au château son aspect d'antan, et il fait appel en 1906-1907 à Paul Schultze-Naumburg pour le reconstruire comme autrefois, avec clocheton et quatre façades baroques.
Le château est propriété privée et ne se visite pas.